# Volejte řediteli
Volejte řediteli byl televizní pořad vysílaný TV Nova v letech 1994 - 2003, kdy televizi vedl Vladimír Železný. Ten pořad zároveň uváděl. Původně šlo o originální formát pořadu, který neměl ani ve světě obdoby.

## Obsah pořadu
Železný v pořadu informoval o novinkách z prostředí televize. Velkou část pořadu též tvořily jeho vlastní názory na politiku a další věci, v pořadu také řešil své vlastní spory. Za Železného výroky v pořadu čelila televize nebo i samotný ředitel několika žalobám. Kvůli pořadu hrozila Rada pro rozhlasové a televizní vysílání jistou dobu také televizi odebráním licence. Řízení bylo ale později zastaveno.
Formát pořadu vyvolával dojem, že Vladimír Železný odpovídá na otázky pokládané diváky v přímém přenosu. Ve skutečnosti to bylo pouze naaranžované divadlo a všechny otázky a odpovědi na ně byly předem připraveny.
Pořad byl neodmyslitelně spjatý s větou, kterou Železný každé vysílání uváděl: „Pěkné sobotní poledne, dobrou chuť, pokud právě obědváte.“
V pozdějších letech začala divácká sledovanost upadat, a tak televize do vysílání nasadila animovaného zajíce Zazu, který se nahodile objevoval na obrazovce a měl za úkol poutat pozornost diváků a tím i narušovat seriózní pořady. Jeho jméno má být dle vyjádření Železného zkratkou pro "ZAse ZAjíc". Železný rovněž uvedl, že cílem růžového zajíce bylo odlišit televizi, aby působila jinak než ostatní stanice. Měl tvořit dojem, že pracovníci televize svou práci dělají s radostí, uvolněně, kreativně a berou svou práci ne jako zaměstnání, ale jako povolání.

## Přerušené vysílání ředitele Jana Vávry
V roce 1999 se začaly stupňovat neshody mezi držitelem vysílací licence CET 21 a servisní organizací ČNTS, která dodávala do vysílání obsah. V témže roce byl z čela ČNTS odvolán Vladimír Železný a na jeho místo byl jmenován Jan Vávra. V červnu se v obvyklém vysílacím čase historicky poprvé jako moderátor pořadu objevil Vávra. Železný byl stále ředitelem CET 21, vlastnící licenci k vysílání, a ze své pozice nechal vysílání pořadu po několika sekundách přerušit. Statický titulek tehdy označoval pořad jako pirátský a uváděl, že pořad byl do vysílání zařazen v rozporu s držitelem licence. Titulek diváky vyzval, aby pauzu využili k občerstvení. Jan Vávra ve vysílání před přerušením stihl pronést jen pár slov: „Příjemné sobotní poledne, vám všem, ať už jste doma nebo někde,..“. Uvedený díl pořadu sice nebyl nikdy odvysílán celý, jeho záznam ve značně snížené kvalitě obrazu i zvuku se ale objevil na webových stránkách stanice volně ke stažení. V neodvysílané části Jan Vávra uvedl, že z technických a výrobních důvodů byl jeho díl výjimečně předtočen.

## Související pořady
- Volejte Novu - Po odchodu Vladimíra Železného z Novy byl původní formát nahrazen tímto nekonfliktním pořadem, který se zaměřoval výhradně na dění v televizi.
- Volejte Železnému - Sám Vladímír Železný se k formátu vrátil v letech 2013–2014 ve vysílání TV Barrandov.
- Čo na to riaditeľ? - Slovenská adaptace pořadu vysílaná TV JOJ.